# 浅井国幹
浅井国幹（あざい こっかん、1848年 - 1903年）は、明治時代に漢方復興運動に奔走した日本の医師。名は正典。

## 略歴
国幹の略歴と医師資格制度・漢方復興運動の略史を以下に示す。
- 1848年：尾張藩医浅井家の第九代樺園（九皐、名は正贇）の長子として、名古屋に生まれる。
- 1866年：19歳のとき、尾張藩医学代講となる。
- 1874年8月：医業を許可制とする「医制」が布達される。
- 1875年：漢方医存続の運動が展開され始める。9月、浅田宗伯ら漢方六賢人が洋方六科を提示。
- 1876年：新たに医業を行うには洋方六科試験合格が必要となることを内務省が通達（ただし、漢方医は一代限り既得権を認める）。
- 1879年2月：樺園、国幹父子が中心となり愛知博愛社結成。
- 1879年2月：医師試験が統一の試験となる。
- 1879年3月：旧江戸医学派の山田業広、浅田宗伯（2代目）ら温知社設立。
- 1879年4月：国幹、官許を得て名古屋に皇漢医学校を設立。
- 1879年10月：国幹は、各府県の温知社宛に東京温知社に大同団結するよう文書を発送。
- 1881年：神田に皇漢医学講習所を設立。温知社全国大会で国幹が第三代議長に選出される。
- 1882年11月：国幹の奔走により、愛知博愛社・東京温知社・京都賛育社・熊本杏雨社が大同団結。
- 1883年：全国社員の寄付により和漢医学講習所（のち東京温知学校）設立。館主：国幹、副館主：山田業精。この後、漢方医継続の請願を繰り返すがことごとく却下される。
- 1883年10月：太政官布告により「医師資格制度」を法律化。
- 1884年：「医術開業試験規則」、「医師免許規則」施行。
- 1887年1月：有力幹部の死、請願運動停滞から会費未納増により温知社解散。
- 1891年：全国3000の同士により帝国医界を結成。第1回帝国議会に向け議会闘争に入る。
- 1895年：第8回帝国議会にて、漢方医提出の「医師免許規則改正法案」27票差で否決。
- 1900年：名古屋に帰郷。
- 1903年：55歳にて永眠。

## 著作

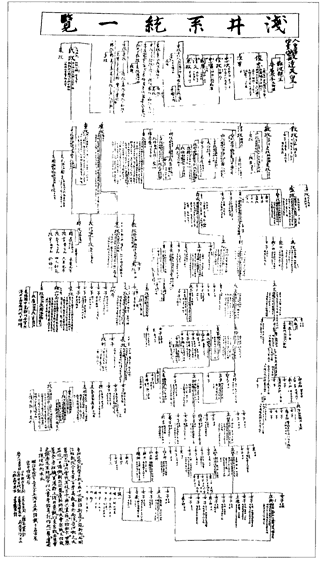
浅井国幹筆「浅井系統一覧」

- 浅井国幹『浅井氏家譜大成』医聖社、1980年復刻